# 제임스 로멘조

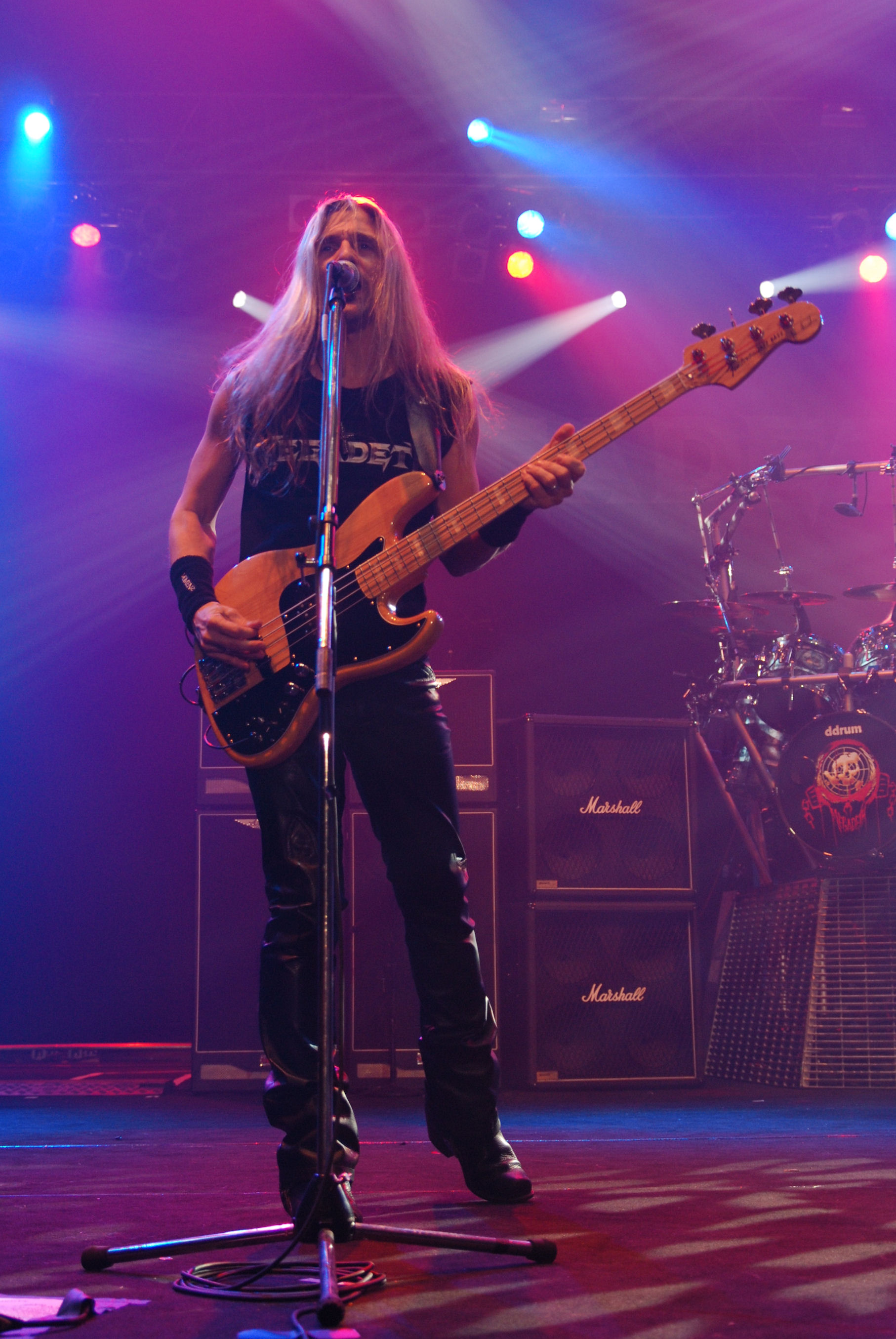
제임스 로멘조

제임스 로멘조(James LoMenzo, 1959년 1월 13일 ~ )는 베이시스트로, 화이트 라이언과 메가데스의 일원이었다.